# كلية الطب بجامعة كنتاكي
كلية الطب بجامعة كنتاكي (بالإنجليزية: University of Kentucky College of Medicine)‏ هي إحدى الكليات لتدريس الطب في الولايات المتحدة الأمريكية. تقع في مدينة ليكسينغتون في ولاية كنتاكي الأمريكية. نوع الشهادة الطبية التي يتم تحصيلها هناك هي دكتور في الطب.